# Tyson Foods
Tyson Foods, Inc. ist ein US-amerikanisches Unternehmen der Nahrungsmittelindustrie mit Hauptsitz in Springdale, Arkansas. Das Unternehmen ist im Aktienindex S&P 500 gelistet.

## Produkte
Tyson Foods produziert eine Reihe von verschiedenen Nahrungsmitteln, unter anderem aus Rind-, Schweine- und Hähnchenfleisch.
Tyson Foods ist auch einer der größten Vermarkter von Hähnchen-, Rind- und Schweinefleisch, sowie der jährlich größte Exporteur von Rindfleisch aus den Vereinigten Staaten. Das Unternehmen ist ein Zulieferer von Hähnchenfleisch für Yum! Brands (inklusive Kentucky Fried Chicken und Taco Bell). Tyson Foods beliefert ebenso McDonald’s, Burger King, Wendy’s, Wal-Mart, Kroger, Costco, IGA, Beef O’Brady’s, kleinere Restaurants und Gefängnisse.
Das Unternehmen betreibt Schlachthöfe mit einer wöchentlichen Kapazität von 155.000 Rindern, 471.000 Schweinen und 47.000.000 Hühnern. Diese Kapazitäten sind normalerweise zu ca. 80 % ausgelastet. 36 % des Umsatzes werden mit Rindfleisch gemacht, 32 % mit Hühnerfleisch, 18 % mit verarbeiteten Lebensmitteln und 10 % mit Schweinefleisch.
Seit 2019 werden auch Fleischersatzprodukte unter der Marke Raised & Rooted angeboten, zum Beispiel Chicken Nuggets, Burgerpatties und Bratwürste. Ein Burgerpatty aus einer Mischung aus Fleisch und Pflanzenproteinen wurde wieder eingestellt.
Zu den größten Hauptkonkurrenten gehören die Unternehmen Cargill, Smithfield Packing Company und JBS Swift Group.

## Geschichte

Ehemaliges Logo (2005 – 2017)

Ehemaliges Logo (um 1960)

Gegründet wurde Tyson Foods 1935. Der Konzern hat im Laufe seiner Geschichte zahlreiche Unternehmen übernommen, wie die Hudson Foods Company, Garett poultry, Washington Creamery, Franz Foods, Prospect Farms, Krispy Chickens, Ocoma Foods, Cassady Broiler, Vantress Pedigree, Wilson Foods, Honeybear Foods, Mexican Original, Valmac Industries, Heritage Valley, Lane Processing, Cobb-Vantress, Holly Farms, Wight Brand Foods Inc. und IBP Inc.

## Christliche Firmenkultur
John Tyson – Enkel des Firmengründers und CEO von 1999 bis 2006 – ist ein „wiedergeborener“, rechtskonservativer Christ. Dementsprechend finanziert Tyson Foods die Religiöse Rechte in den Vereinigten Staaten und beschäftigt 128 Halbzeitkräfte als Kaplane aller Konfessionen in 78 seiner Werke. Die Kunden des Unternehmens wurden aufgefordert, auf der Website des Unternehmens ein Gebetbuch herunterzuladen, um dieses während der Mahlzeiten zu lesen. Tyson glaubt fest, „that success for food companies in the future rests on selling their ideologies as much as their food“.

## Kritik

### Umweltbelastung
Tyson Foods ist der Lebensmittelkonzern mit dem zweithöchsten Ausstoß an Treibhausgasen (nach JBS). Außerdem zeigte eine Studie der Organisation Environment America aus dem Jahr 2016 Tysons Rolle als zweitgrößter Wasserverschmutzer der USA (nach AK Steel). Von 2010 bis 2014 soll Tyson 47.000 Tonnen an Schadstoffen in amerikanische Flüsse geleitet haben. Tyson Foods bestreitet diese Angaben, Environment America habe die Zahlen missinterpretiert. Alle Abwässer seien nur gereinigt in die Umwelt geleitet worden sein. Das Environmental Integrity Project identifizierte einen Standort des Unternehmens als größte Quelle für Verschmutzungen von Flüssen in Osttexas. 2016 und 2017 verletzte die Produktionsstätte den Clean Water Act zwölf Mal.

### Antibiotikaeinsatz
Tyson Foods warb 2008 mit einer Hühneraufzucht ohne Antibiotika. Das USDA verbot Tyson diese Aussage, da bekannt wurde, dass den Hühnern das Antibiotikum Gentamicin verabreicht wurde. Allerdings wurde dieses Antibiotikum vor der Geburt der Hühner im Ei verabreicht, verteidigte sich Tyson. 2023 verwendete Tyson in der Hühnerzucht keine Antibiotika mehr, allerdings werden in der Rinder- und Schweinezucht weiterhin Antibiotika verwendet.

### Tierwohl
Es gab einige dokumentierte Fälle von Tierschutzverstößen in Ställen von Tyson oder Zulieferern. 2014 zeigte NBC News ein Undercover-Video, auf dem Mitarbeiter Schweine treten und schlagen, sowie Ferkel durch Schleudern auf den Boden töteten. Tyson verbot daraufhin das Töten von Ferkeln mithilfe stumpfer Gewalt, dieses Verbot galt allerdings nur für Zulieferbetriebe, in denen Tyson Eigentümer der Schweine ist. Ein Jahr später veröffentlichte die Tierschutzorganisation Mercy for Animals ein Video, in dem Arbeiter Küken im Müll entsorgen und verletzte Tiere verhungern lassen. Tyson nannte diese Vorfälle inakzeptabel und kündigte Untersuchungen an. 2017 zeigte ein Video einen Zulieferbetrieb in Virginia, in dem Arbeiter die Hühner stechen, treten und werfen.

### Verhalten während der Covid-19-Pandemie
Während der Covid-19-Pandemie verzeichnete Tyson Foods die höchsten Infektionszahlen unter allen fleischverarbeitenden Betrieben. Bei Tyson sollen doppelt so viele Arbeiter gestorben sein wie im Branchendurchschnitt. In einem Produktionsbetrieb in Waterloo wettete der Manager mit Mitarbeitern um die Anzahl der Infektionen in seinem Betrieb. Ein anderer Manager soll seine Arbeiter trotz Infektionen zur Arbeit gezwungen haben. Diese Fälle zogen Gerichtsverfahren nach sich, Tyson distanzierte sich von den Aussagen seiner Manager. Später führte Tyson die verpflichtende Covid-19-Impfung für alle seine Mitarbeiter ein, sorgte aber auch für den Impfstoff. Ende Oktober 2022 wurde diese Impfpflicht wieder aufgehoben.